# Franz Hermann Hegewisch

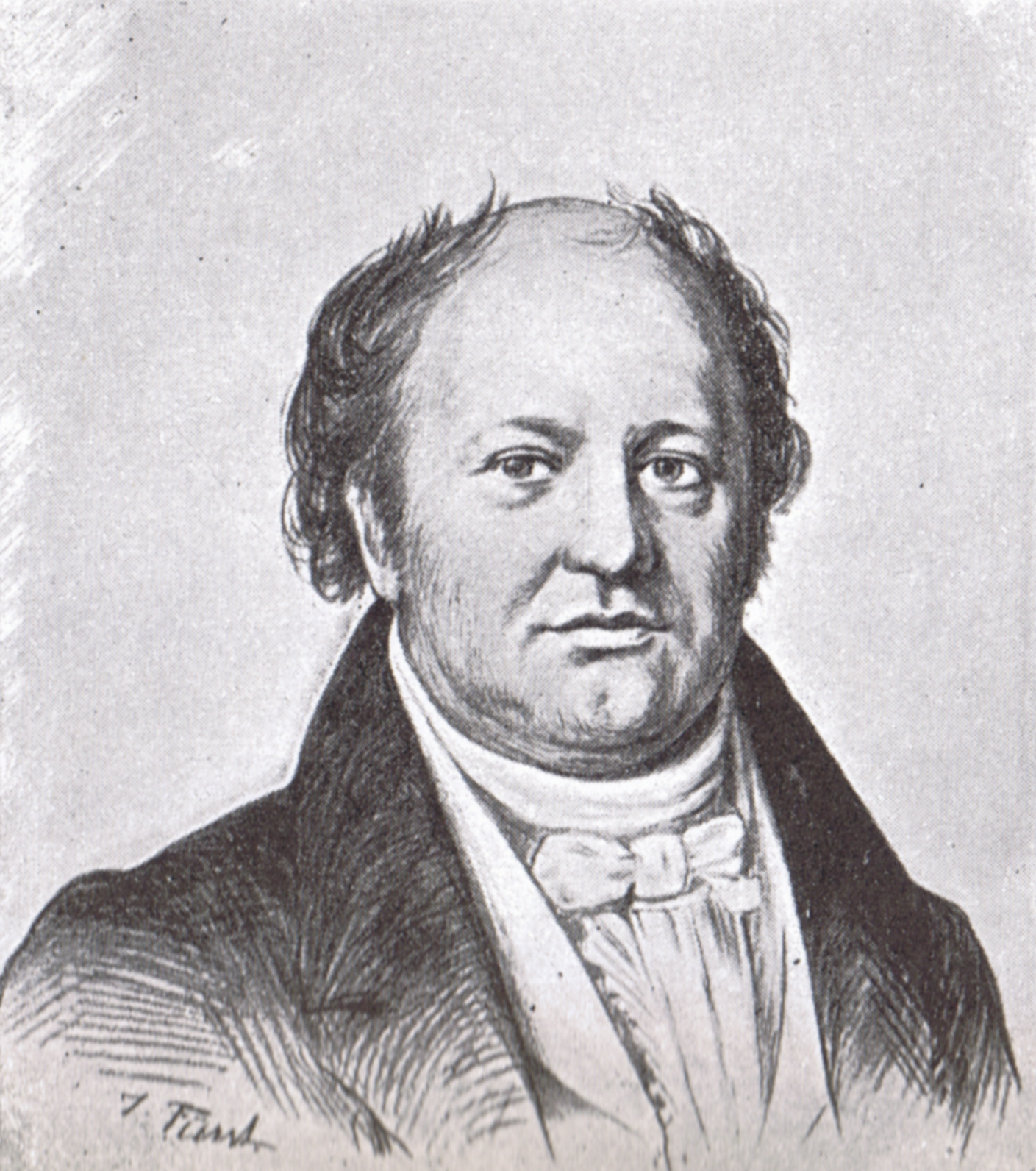
Franz Hermann Hegewisch

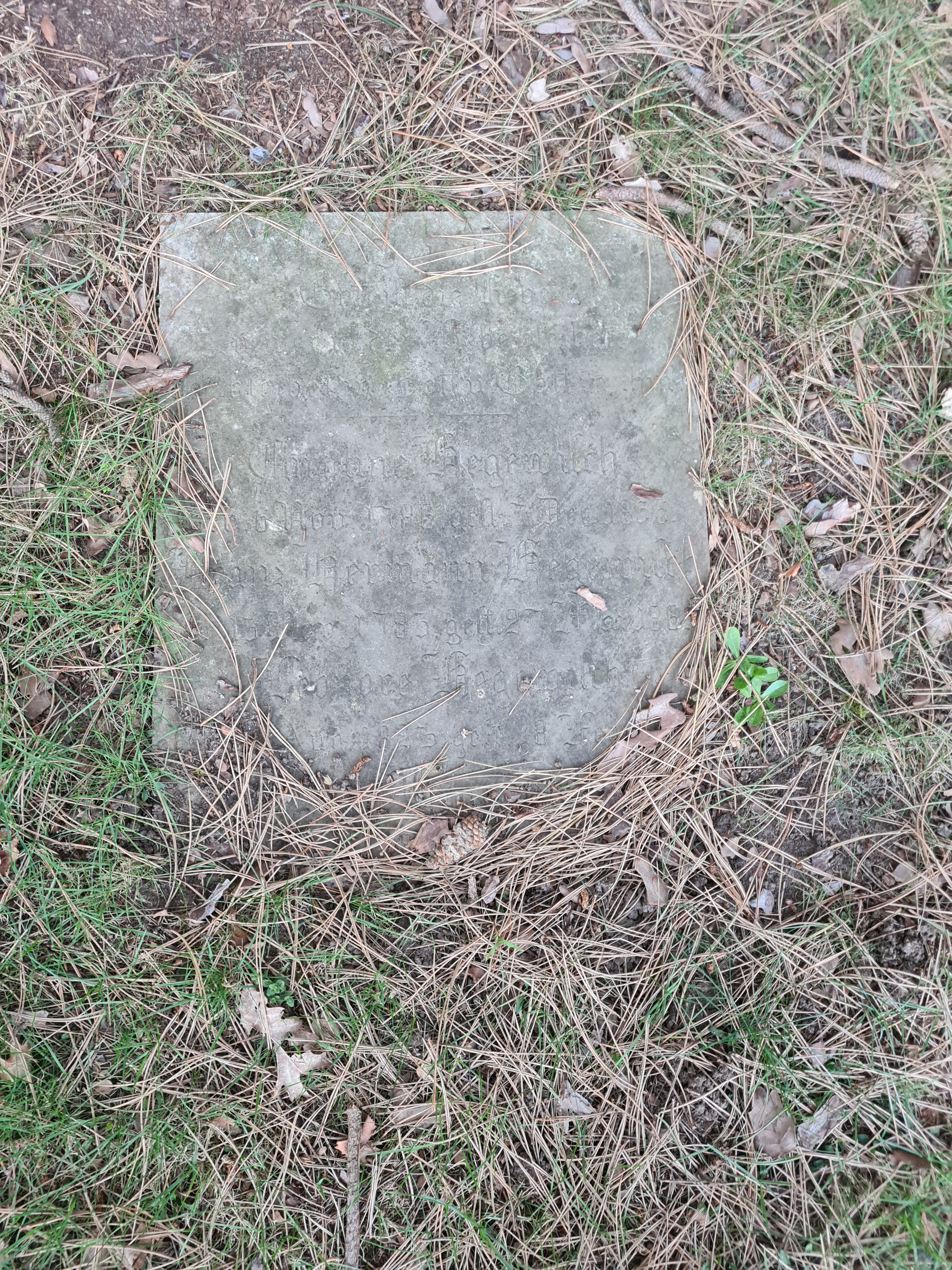
Das Grab von Franz Hermann Hegewisch auf dem Parkfriedhof Eichhof in Kiel

Franz Hermann Hegewisch (* 13. November 1783 in Kiel; † 27. Mai 1865 ebenda) war ein deutscher Hochschullehrer und liberaler schleswig-holsteinischer Arzt, der das Hauptwerk von Thomas Robert Malthus übersetzte und Uwe Jens Lornsen unterstützte.

## Leben
Hegewisch, Sohn des Kieler Geschichtsprofessors Dietrich Hermann Hegewisch, besuchte die Lateinschule in Eutin unter Johann Heinrich Voß, studierte Medizin in Kiel, Göttingen und Würzburg, wo er Schelling hörte, promovierte 1805 in Göttingen. Er besuchte die Hospitäler in Wien, Paris und London. Der Aufenthalt in England politisierte ihn, die englische Verfassung erschien ihm fortan als die bestmögliche. Er übersetzte das „Essay on the Principle of Population“ von Malthus ins Deutsche, wurde Hausarzt von Friedrich Karl Reventlow und verkehrte dadurch im Emkendorfer Kreis. 1809 wurde er außerordentlicher Professor in Kiel, beteiligte sich mit seinem Schwager Friedrich Christoph Dahlmann, mit Nikolaus Falck und Carl Theodor Welcker an der Herausgabe der „Kieler Blätter“ und führte zugleich eine erfolgreiche Praxis im Friedrichshospital, der er sich von 1810 bis 1833 vornehmlich widmete. Hegewisch kannte die Berichte von Peter Plett über seine Entdeckung der Kuhpockenimpfung und setzte sich für ihre Anerkennung ein.
1830 gehörte Hegewisch mit Wilhelm Beseler zu dem Freundeskreis, der Uwe Jens Lornsen ermutigte, seine Schrift „Über das Verfassungswerk in Schleswigholstein“ herauszubringen. Hegewisch unterstützte Lornsen in seinem Exil in Brasilien auch materiell und war 1838 der Verfasser des für den Lornsenkult maßgeblichen Nachrufs. Die Wahl in die schleswig-holsteinische Provinzial-Ständeversammlung lehnte er ab, weil es ihm an „Beugsamkeit des Verstandes“ fehle, um in Schleswig und Holstein dänische Provinzen zu sehen. In den 1840er Jahren wurde Franz Hermann Hegewisch zum glühenden Propagator der Kiel-Altonaer Eisenbahn, die 1844 ihren Betrieb aufnehmen konnte.
Franz Hermann Hegewisch war mit der aus adligen Kreisen stammenden Caroline
von Linstow (1786–1856) verheiratet. Gemeinsam hatten sie zwei Töchter: Charlotte Friederike Dorothea Hegewisch, kurz Lotte Hegewisch (1822 bis 1903) und Leonore Hegewisch.
Sein Grabmal befindet sich auf dem Parkfriedhof Eichhof bei Kiel. Seit dem Jahr 1860 war er Mitglied der Leopoldina.

## Werke
- Thomas Robert Malthus: Versuch über die Bedingungen und Folgen der Volksvermehrung. Altona: J. F. Hammerich 1807. Mit Anmerkungen und einem Nachwort des Übersetzers Franz Hermann Hegewisch.
- (unter dem Pseudonym Franz Baltisch): Von der politischen Freiheit. 1832
- (unter dem Pseudonym Franz Baltisch): Eigentum und Vielkinderei, Hauptquelle des Glücks und Unglücks der Welt. 1846